# Österreichischer Förderungspreis für Literatur
Der Österreichische Förderungspreis für Literatur gehörte zu den Staatspreisen der Republik Österreich. Er wurde von 1950 bis 2009 jährlich verleihen und 2010 jährlich vom Outstanding Artist Award für Literatur, vergeben durch das Bundesministerium für Unterricht, Kunst und Kultur, ersetzt.
Von 1950 bis 1988 wurde der Förderungspreis in jährlich wechselnden Sparten (Lyrik, Drama, Roman, Erzählung, Hörspiel) vergeben, darunter 1967 an Thomas Bernhard, der ihn als „Kleinen Österreichischen Staatspreis“ bezeichnete. 1989 wurde die Spartenbegrenzung aufgehoben
Andreas Okopenko (1930–2010) erhielt im Laufe seines Lebens alle drei österreichischen Literaturstaatspreise, wodurch sich gut ihre Rangfolge zeigen lässt: Er erhielt 1968 den Österreichischen Förderungspreis für Literatur, 1977 den Österreichischen Würdigungspreis für Literatur und schließlich 1998 den Großen Österreichischen Staatspreis in der Kategorie „Literatur“.

## Preisträger
- 1950: Christine Busta, Franz Kießling (Lyrik)
- 1951: Franz Pühringer, Harald Zusanek (Drama)
- 1952: Ilse Aichinger, Fritz Habeck, Herbert Zand (Roman)
- 1953: Marlen Haushofer, Ernst Vasovec (Erzählung)
- 1954: Franz Hiesel, Werner Riemerschmied, Oskar Zemme (Hörspiel)
- 1955: Günther Buxbaum, Franz Karl Franchy, Anny Tichy (Drama)
- 1956: Rudolf Felmayer, Gerhard Fritsch, Johann Gunert, Christine Lavant (Lyrik)
- 1957: Gerhard Fritsch, Hannelore Valencak (Roman)
- 1958: Herbert Eisenreich, Ernst Kein (Erzählung)
- 1959: Rudolf Bayr, Eduard König (Hörspiel)
- 1960: (keine Vergabe)
- 1961: Christine Busta, Christine Lavant, Karl Wawra (Lyrik)
- 1962: Milo Dor, Hans Lebert (Roman)
- 1963: Humbert Fink, Peter von Tramin (Erzählung)
- 1964: Juliane Windhager (Hörspiel)
- 1965: (keine Vergabe)
- 1966: Michael Guttenbrunner (Lyrik)
- 1967: Thomas Bernhard (Roman)
- 1968: Marlen Haushofer, Andreas Okopenko (Erzählung)
- 1969: Otto Grünmandl, Hans Krendlesberger (Hörspiel)
- 1970: (keine Vergabe)
- 1971: Peter Henisch, Julian Schutting (Lyrik)
- 1972: Franz Rieger (Roman)
- 1973: Peter Rosei, Peter Daniel Wolfkind (Erzählung)
- 1974: Helmut Eisendle (Hörspiel)
- 1975: Otto Volkmar Deisenhammer, Michael Rössner (Drama)
- 1976: Christian Wallner, E. A. Richter (Lyrik)
- 1977: Gernot Wolfgruber, Walter Kappacher (Roman)
- 1978: Werner Kofler (Erzählung)
- 1979: Helmut Peschina (Hörspiel), Heinz W. Vegh (Fernsehspiel)
- 1980: Gustav Ernst (Drama)
- 1981: Marie-Thérèse Kerschbaumer (Lyrik)
- 1982: Florian Lipus (Roman)
- 1983: Klaus Hoffer (Erzählung)
- 1984: Elfriede Czurda (Hörspiel), Felix Mitterer, Michael Scharang (Fernsehspiel)
- 1985: Barbara Bronnen (Drama)
- 1986: Annemarie E. Moser (Lyrik)
- 1987: Josef Winkler (Roman)
- 1988: Bodo Hell (Erzählung)
- 1989: Marianne Fritz, Liesl Ujvary
- 1990: Evelyn Schlag, Norbert Gstrein
- 1991: Monika Helfer, Erich Hackl
- 1992: Robert Schindel
- 1993: Elisabeth Reichart
- 1994: Robert Menasse, Peter Waterhouse
- 1995: Waltraud Anna Mitgutsch, Sabine Scholl
- 1996: Margit Hahn, Walter Klier
- 1997: Gerhard Kofler, Anselm Glück
- 1998: Bettina Balàka, Paulus Hochgatterer
- 1999: Vladimir Vertlib
- 2000: Sabine Gruber, Ernst Molden
- 2001: Antonio Fian, Ferdinand Schmatz
- 2002: Raoul Schrott
- 2003: Alois Hotschnig, Daniel Kehlmann
- 2004: Kathrin Röggla, Norbert Silberbauer
- 2005: Xaver Bayer, Thomas Stangl
- 2006: Thomas Glavinic, Eugenie Kain
- 2007: Brigitta Falkner, Wolfgang Hermann
- 2008: Rudolf Habringer, Andrea Winkler
- 2009: Lydia Mischkulnig, Anna Kim